# قایق پیاده‌سازی نیرو

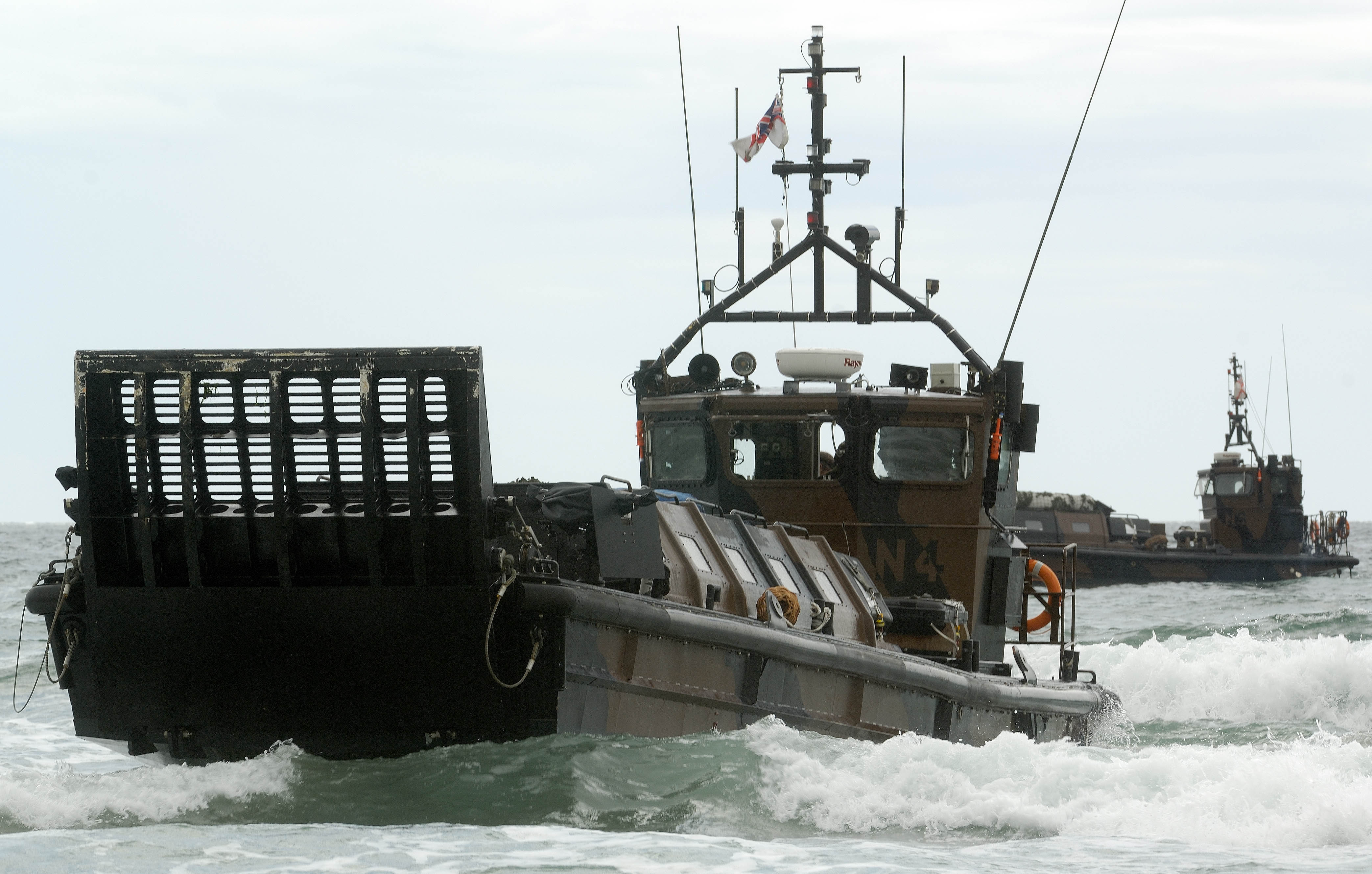
یک قایق پیاده‌سازی نیروی متعلق به نیروی دریایی سلطنتی.

قایق پیاده‌سازی نیرو یا ال‌سی‌وی‌پی (LCVP) به ناوچه‌های آبی‌خاکی پیاده‌سازی نیرو گفته می‌شود که در حین عملیات آبی خاکی نیروها شامل سربازان یا وسایل نقلیه زرهی را از کشتی به ساحل منتقل می‌کنند.

## بریتانیا
اولین نمونه‌های مورد استفاده در بریتانیا برای ال سی وی پی ام کی ۲ با بی باک کلاس خاکی حمل و نقل اسکله معرفی شدند. این نقش قبلاً انجام شده توسط لندینگ کرافت حمله که در طول جنگ جهانی دوم توسعه یافته‌است انجام می‌شد. آنها سرنشین دار بوده و توسط حمله گروه یکم تفنگداران دریایی سلطنتی استفاده می‌شدند.

## ایالات متحده
نسخه آمریکایی ال سی وی پی یا قایق‌های هینحنز (Higgins) به‌طور گسترده در عملیات آبی خاکی فرود در جنگ جهانی دوم استفاده شد. طراحی این قایق‌ها اندرو هیگینز بر اساس قایق‌های ساخته شده برای عامل در مرداب‌ها و باتلاق انجام شده‌است. بیش از۲۰۰۰۰ دستگاه از این قایق‌ها توسط صنایع هیگینز ساخته و ثبت شدند.. به‌طور معمول ساخته شده از تخته سه لااین کم عمق-پیش‌نویس بارج-مانند قایق می‌تواند کشتی یک جوخهاز اندازه مکمل 36 مردان به ساحل در 9 گره (17 متر/ثانیه, آسمان صاف;). مردان به‌طور کلی وارد قایق با بالا رفتن پایین یک محموله خالص آویزان از سمت خود حمل و نقل نیروهای نظامیآنها خارج شد با شارژ کردن قایق کمان شیب دار.

## استرالیا
از ۱۹۳۳ نیروی دریایی سلطنتی استرالیا از چهار نوع قایق‌های طراحی و ساخته‌شده‌استرالیایی استفاده نموده است ( که در اندازه و مفهوم مشابه ال سی وی پی‌های  جنگ جهانی دوم می‌باشند).

## دیگران
کشورهای دیگر دارای نیروی دریایی نیز ممکن است ال سی پی‌های دیگری داشته باشند. برای مثال گفته شده کشتی سان گیاستو ایتالیا مجموعه‌ای از این شناورها را به همراه دارد.